# 特隆赫姆猶太會堂

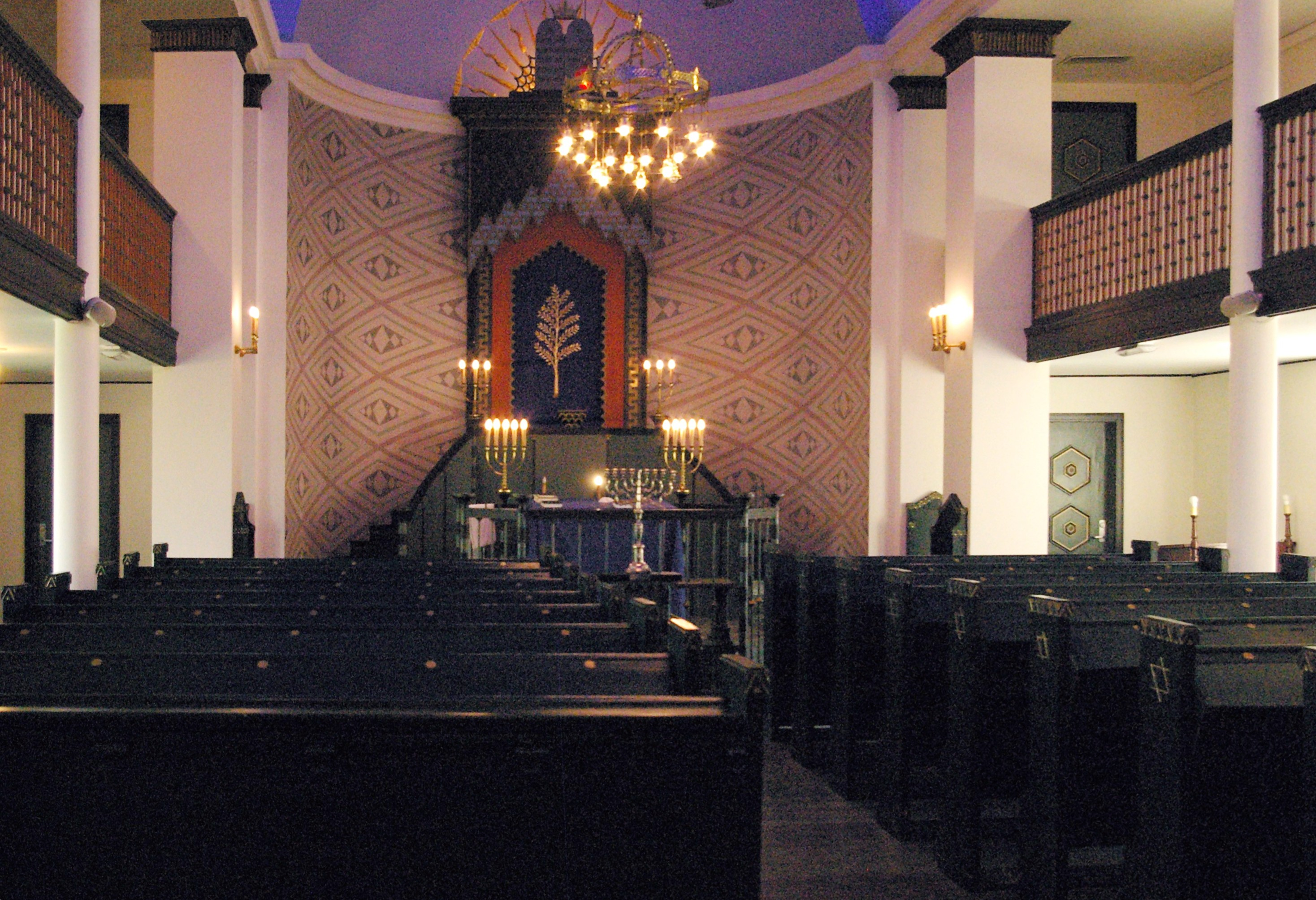
特隆赫姆猶太會堂

特隆赫姆猶太會堂（挪威語：Synagogen i Trondheim）是挪威城市特隆赫姆的一座猶太會堂，也是世界上第二北的猶太會堂，僅次於美國阿拉斯加費爾班克斯的猶太會堂。現在的猶太會堂啟用於1925年，以取代最初的猶太會堂。

## 外部連結
- The Jewish Community of Trondheim

63°25′35″N 10°23′34″E / 63.4264°N 10.3928°E